# La situazione di mia sorella non e buona
La situazione di mia sorella non e buona (іт. «З моєю Сестрою не все гаразд») — італійська музична і соціально-політична телепередача співака та кіноактора Адріано Челентано, що вийшла 26 листопада 2007 року на підтримку його нового альбому «Dormi amore, la situazione non è buona».

## Опис та факти
Передача транслювалася 26 листопада 2007 року о 21:10 годині (за римським часом) на телеканалі Rai 1. Програма знята в студії звукозапису, побудованій в аудиторії RAI в Мілані.
У передачі інсценовано процес запису альбому, а також піднята тема атомних електростанцій і проблем, пов'язаних з цією галуззю енергетики. Назва передачі — «З моєю Сестрою не все гаразд» — є цитатою з пісні «La situazione non è buona», де під «Сестрою» мається на увазі планета Земля, по аналогії зі знаменитим «Гімном творінь» («Cantico delle Creature») Святого Франциска.
В рамках цієї передачі Челентано заспівав чотири пісні з нового альбому «Dormi amore, la situazione non è buona» — «Hai bucato la mia vita», «Dormi amore», «La situazione non è buona» і «Anna Magnani».
Рейтинг програми був досить високий — її подивилося 11 мільйонів осіб із середньою часткою 39,01 %.

## Учасники
Ведучим передачі був Адріано Челентано. У передачі взяли участь такі персони, як журналіст Фабіо Фаціо, співачка Кармен Консолі, композитор Джанні Белла, Мілена Габанеллі, поет-пісняр Могол, акторка Лаура К'ятті, співак Франческо Трікаріко, піаніст Людовіко Ейнауді, Челсо Валлі, аранжувальник Фіо Дзанотті, саксофоніст Стефано Ді Баттіста і комік Антоніо Корнаккіоне.